# 越剧服装

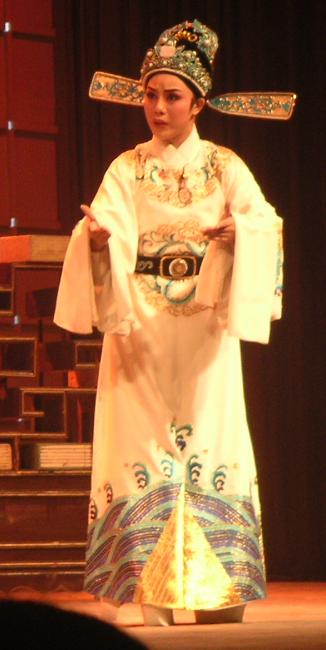
越剧服装

越剧服装是指越剧在舞台演出所用的服装。越剧受京剧古装戏和话剧历史剧两个方面的影响。服装色彩上多用中间色，力求简洁淡雅。在样式设计上，特别是对于旦角而言，多借鉴仕女画。裙子多为百褶裙。

## 古装衣
越剧古装衣借鉴自传统的仕女画、年画，多为青年女子穿着。古装衣衣短裙长，形体分明，有时在长裙外配有短裙。

## 越剧裙
越剧旦角所用的裙子多为百褶裙。

## 褶子
越剧小生所用的褶子不开门襟，有圆领、斜领、对开领。小生所穿的褶子与帔，多使用间色，花纹偏一边。

## 云肩
越剧云肩有对开云肩、无领云肩等。

## 盔帽
越剧盔帽轻巧美观，不同于传统的帽箱制。越剧盔帽较少采用绒球进行装饰。

## 靴鞋
越剧小生靴鞋多采用三套云高靴，高约二三寸，以弥补身材矮小的不足。